# 李春芳 (弘治進士)
李春芳（1476年—？），字資元，廣東潮州府海陽縣人，民籍，明朝政治人物。

## 生平
弘治十一年（1498年）戊午科廣東鄉試第四名舉人，十五年（1502年）中式壬戌科會試第一百五十三名，三甲第一百二十二名進士。授清江縣知縣，正德元年（1506年）十二月升南京四川道監察御史，四年（1509年）五月清江縣民王元陸被誣告滯獄，李春芳被罰米二百石。

## 家族
曾祖李珈；祖父李孔雍；父李大受，母孫氏。具慶下。弟李春白、李春暢、李春蕃、李春魁、李春實、李春衍。